# Museo gallo-romano di Fourvière
Il museo gallo-romano di Fourvière è un museo di Lione, sito nell'area dei teatri romani, sulla collina di Fourvière, nel cuore dell'antica città di Lugdunum. La sua gestione è affidata ai servizi del dipartimento del Rodano. Il museo ospita regolarmente delle mostre temporanee.

## Lugdunum, capitale romana
Lugdunum, città gallo-romana, era la sede del potere imperiale per le tre province galliche della Gallia Aquitania, la Gallia Belgica e la Gallia Lugdunense. Acquisisce così il suo titolo di "Capitale delle Gallie".
Sotto la dinastia dei Flavi (69-96) e poi sotto gli Antonini (96-192) Lugdunum conosce il suo maggior periodo di prosperità con la pax romana, così come il resto dell'Impero. La sua popolazione è stimata fra 50 000 e 80 000 abitanti, il che rappresenta una della più grandi città della Gallia, assieme a Narbo Martius.
La prosperità economica di Lugdunum si riflette nelle numerose opere che in questo periodo vengono ad abbellire la città alta e dalle numerosissime tracce di artigianato e scambi commerciali.
Il sito dell'antica capitale ha portato a numerosi rinvenimenti archeologici, in buona parte oggi ospitati nel museo.

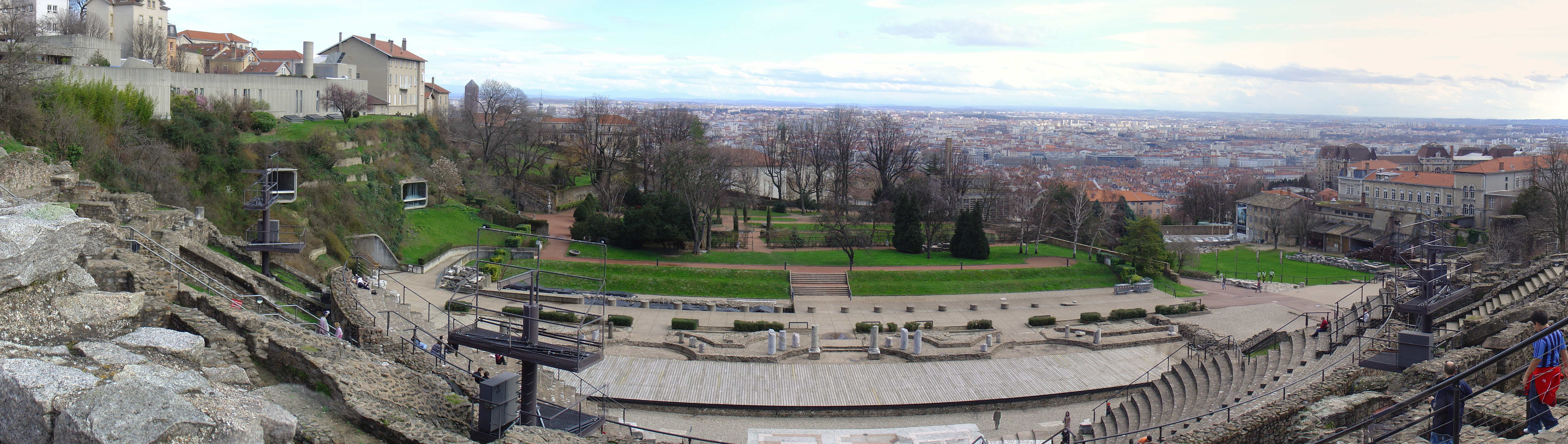
Veduta di Lione dal teatro romano. Sulla sinistra, le vetrate del museo.

## Il museo
Il museo è stato progettato dall'architetto Bernard Zehrfuss e inaugurato nel 1975. L'edificio si trova al limite del sito archeologico, quasi nascosto nel versante della collina. All'interno, il museo è costituito da una rampa in cemento che scende a spirale, ramificandosi verso dei pianerottoli destinati alle collezioni del museo.

## Le collezioni

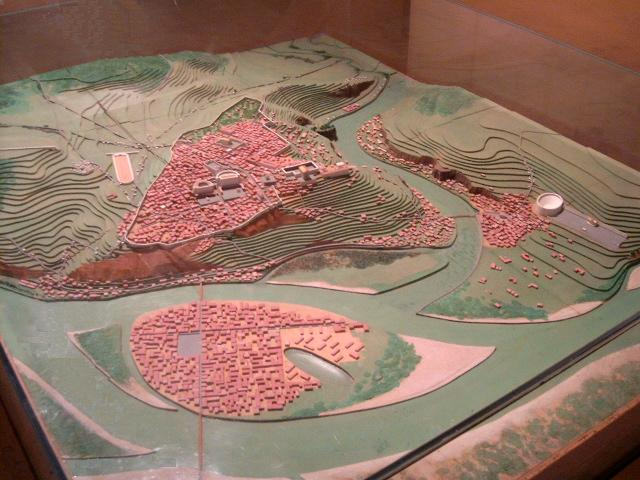
Plastico della città antica. In primo piano, il quartiere dei Canabae, immaginato su un'isola. In secondo piano, la città alta, il teatro, l'odeon, il circo. A destra l'anfiteatro ed il santuario federale.

Il museo è costruito in modo da dare una vista sui resti ancora conservati del Teatro e dell'Odéon. Raccoglie scoperte avvenute a Lione e nella regione, ma anche provenienti in alcuni casi da siti lontani. Vi si trovano soprattutto delle statue, gioielli, degli oggetti di uso comune, ecc.
Un plastico mostra Lugdunum secondo le conoscenze archeologiche del 1975 e le teorie di Amable Audin che vede la città principalmente edificata sulla collina di Fourvière e dominante l'isola che diventerà il quartiere di Presqu'île.
Altri plastici restituiscono i monumenti principali della città gallo-romana: i templi, il teatro di Fourvière, l'Odeon.
Un mosaico, scoperto nel 1806, offre una rara rappresentazione delle corse di carri come quelle che avvenivano all'ippodromo.
Sono conservati nel museo anche reperti celtici, precedenti all'occupazione romana.

### Epigrafia, steli e altari
Fra i reperti di maggior pregio del museo, vi è la Tabula claudiana: una piastra in bronzo sulla quale è trascritto un discorso dell'imperatore Claudio al Senato nel 48 d.C. nel quale Claudio si pronunciava a favore della concessione della cittadinanza alla Gallia comata.
Il Calendario di Coligny è un'epigrafe in lingua gallica, anch'essa custodita nel museo, incisa in caratteri latini su tavola in bronzo e risalente alla fine del II secolo d.C., contenente un antico calendario gallico rinvenuto nel 1897 a Coligny, nei pressi di Lione.
Nel museo sono presenti anche diversi altari taurobolici, dei quali uno dedicato nell'anno 160 alla guarigione di Antonino Pio.

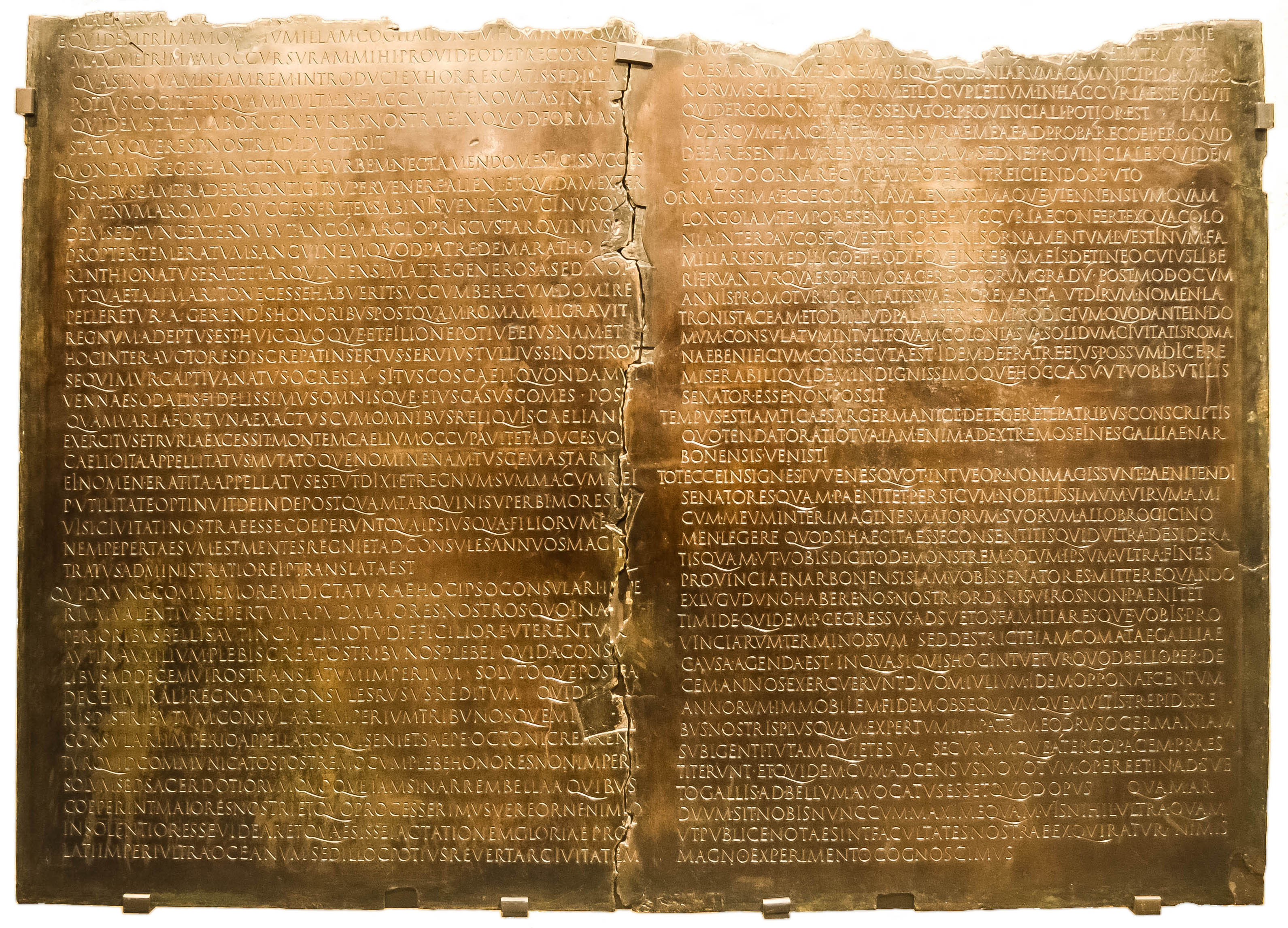
La Tabula claudiana.
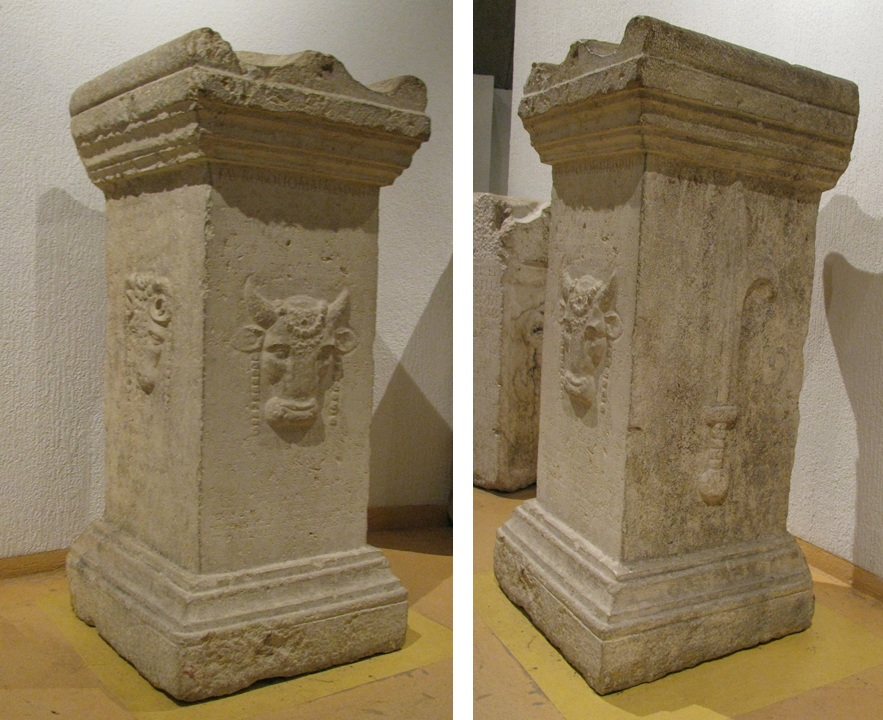
L'altare taurobolico.
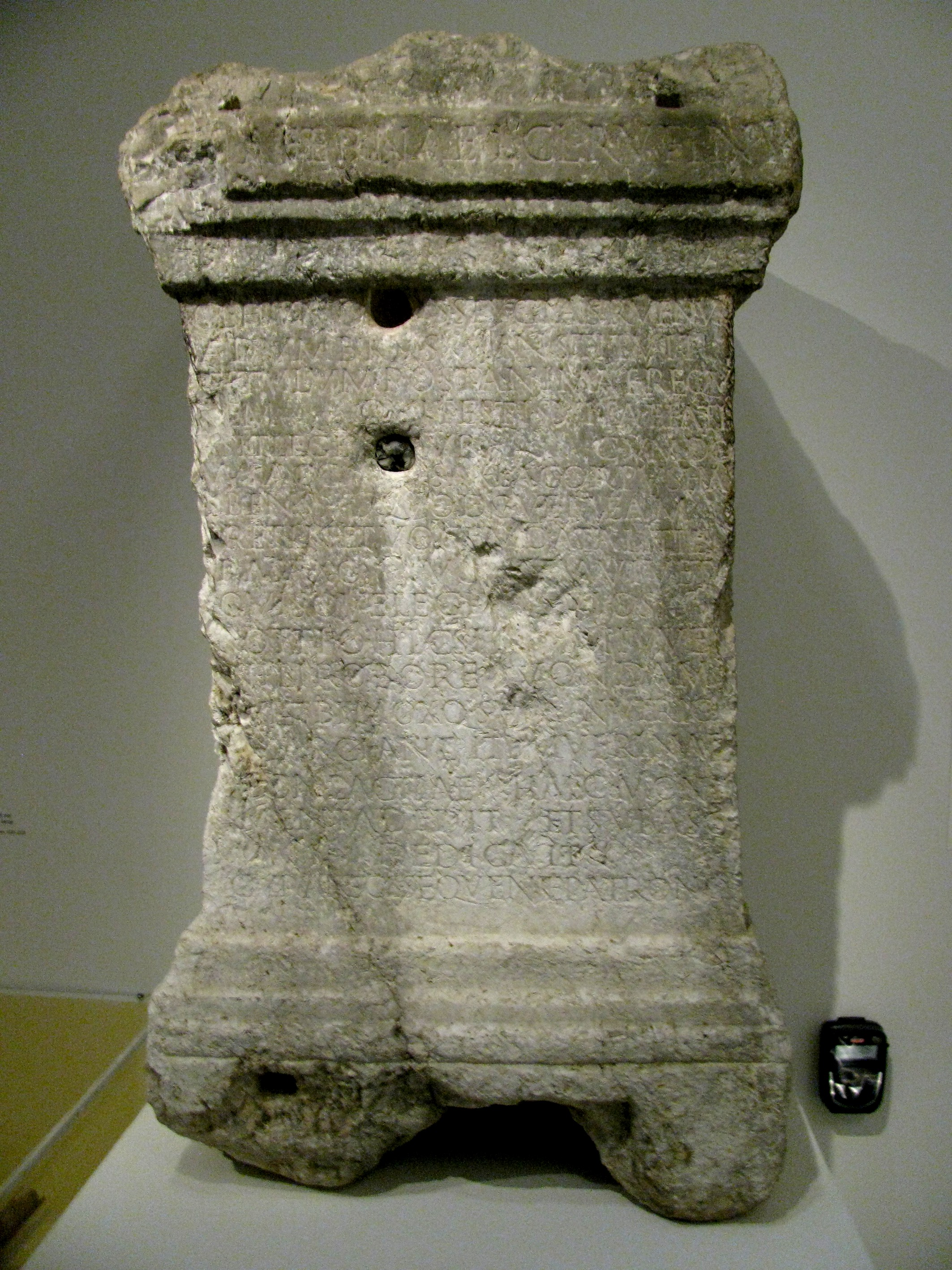
Altare ed epitaffio di Claudio Rufino.
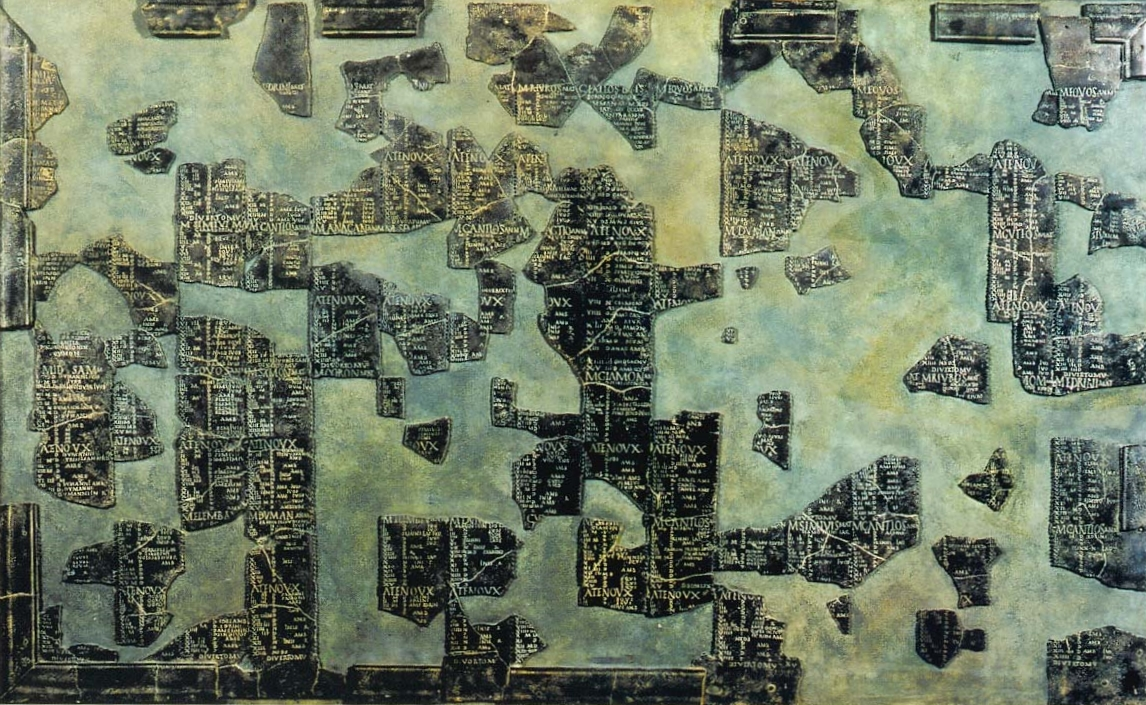
Il Calendario di Coligny.

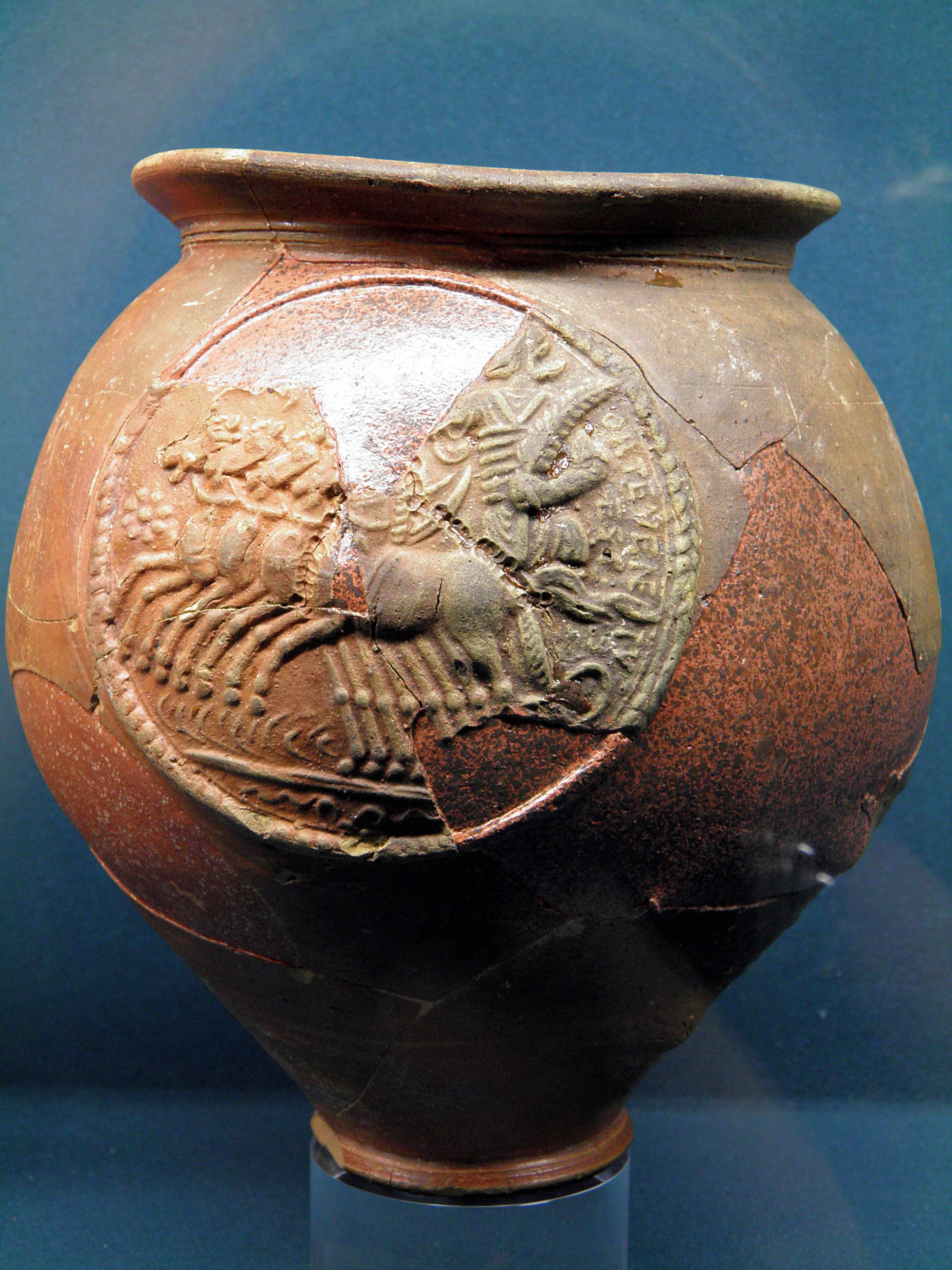
Vaso in terracotta: un atleta su una quadriga mostra la corona della vittoria ed un ramo di palma.

### Artigianato

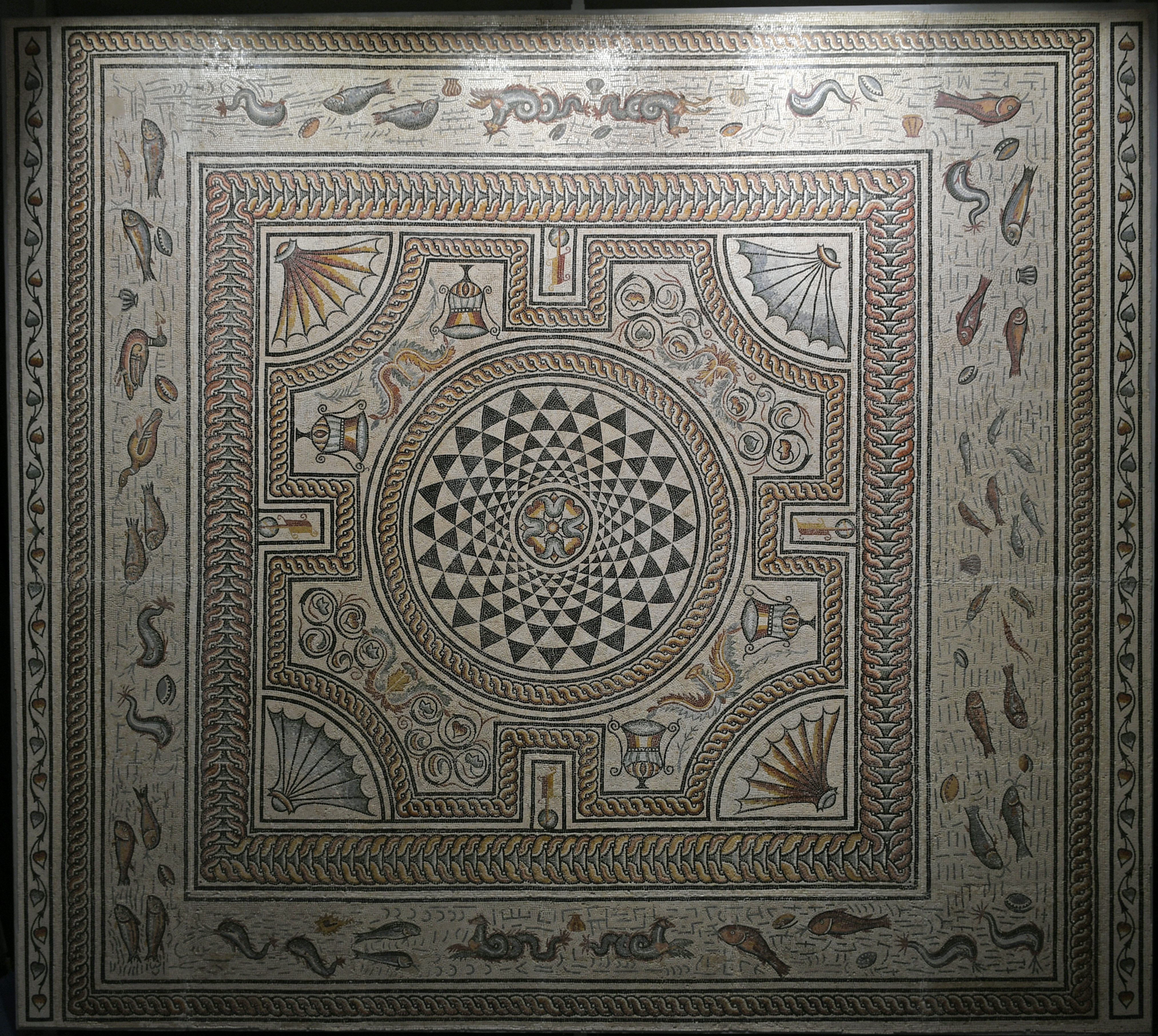
Il "mosaico dei pesci".

Un piano del museo è interamente consacrato all'artigianato gallo-romano: ceramiche, mosaici, oggetti in metallo e in vetro. La presenza di bilance e pesi testimonia della vocazione commerciale di Lione, fra i due assi fluviali del Rodano e della Saona.
È presente un forno per la cottura dei vasi, ma anche delle catene metalliche per schiavi, poiché l'attività industriale riposava sullo sfruttamento di una mano d'opera servile.

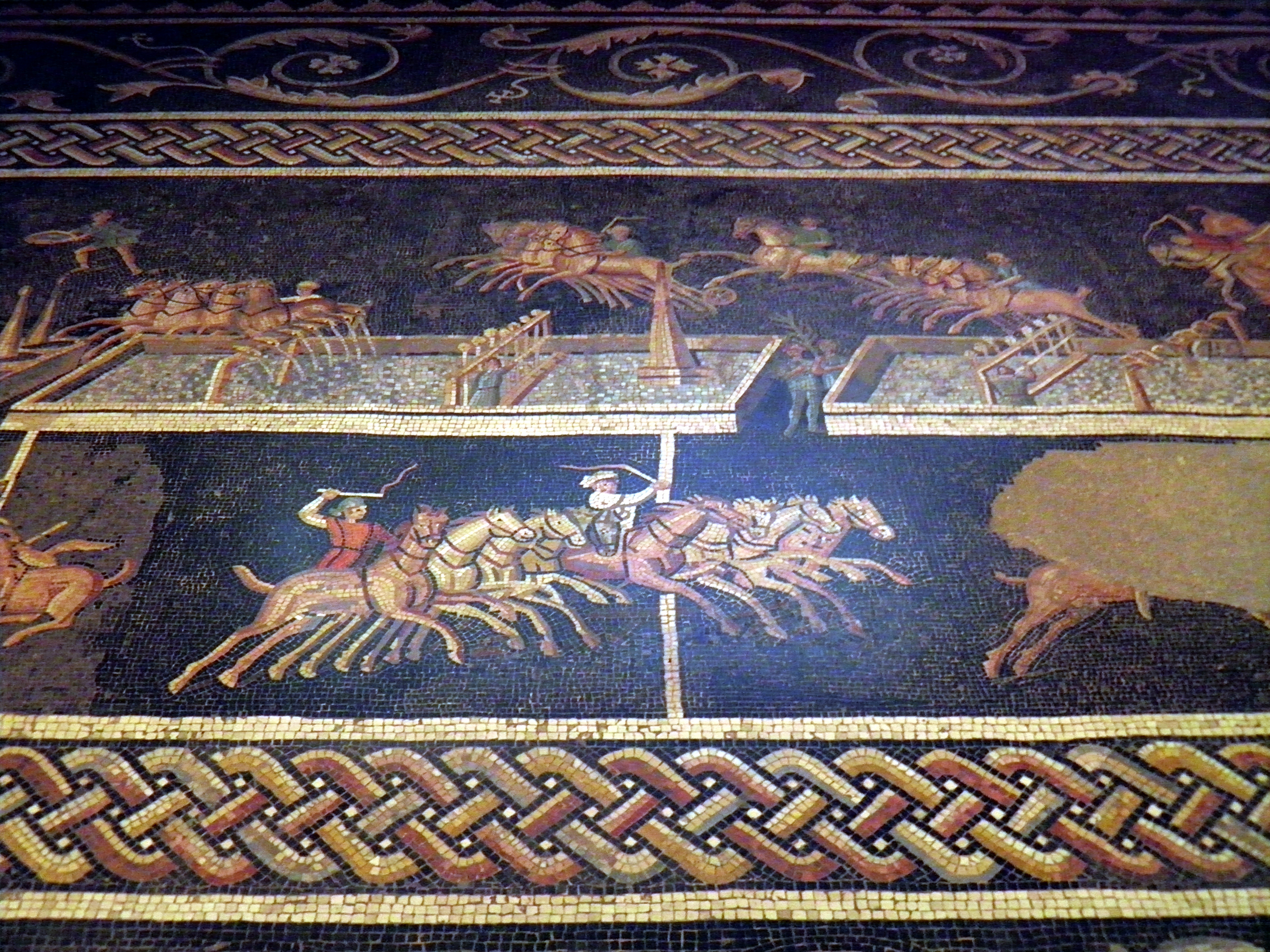
Mosaico dei giochi circensi.

### I mosaici
A Lugdunum sono stati trovati numerosi mosaici di grandi dimensioni e in stili differenti.

### Sarcofagi
Il museo custodisce vari grandi sarcofagi finemente lavorati: 
- il sarcofago del trionfo di Bacco;
- il sarcofago di Balazuc;
- un sarcofago paleocristiano del IV secolo.

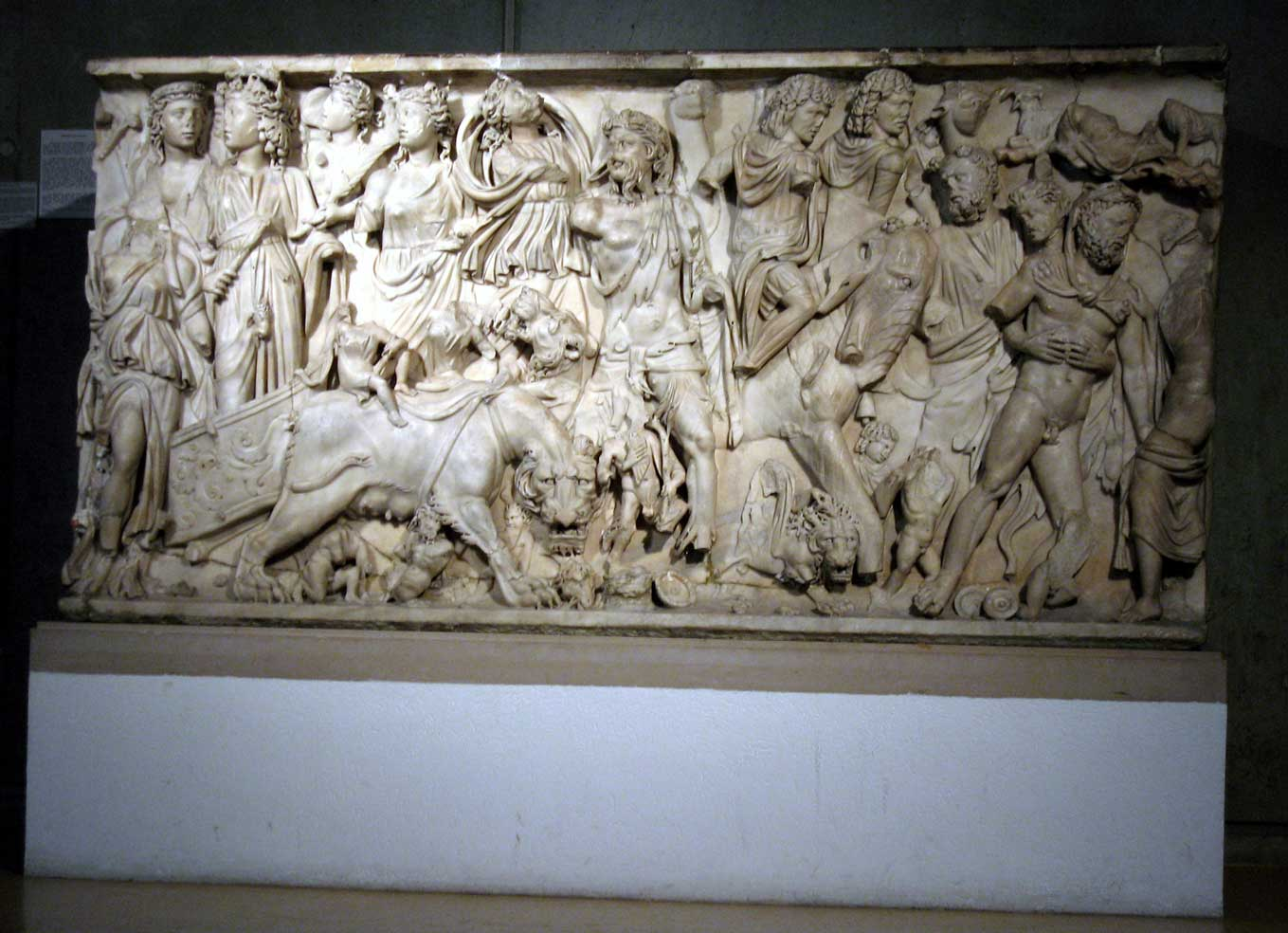
Sarcofago del trionfo di Bacco.
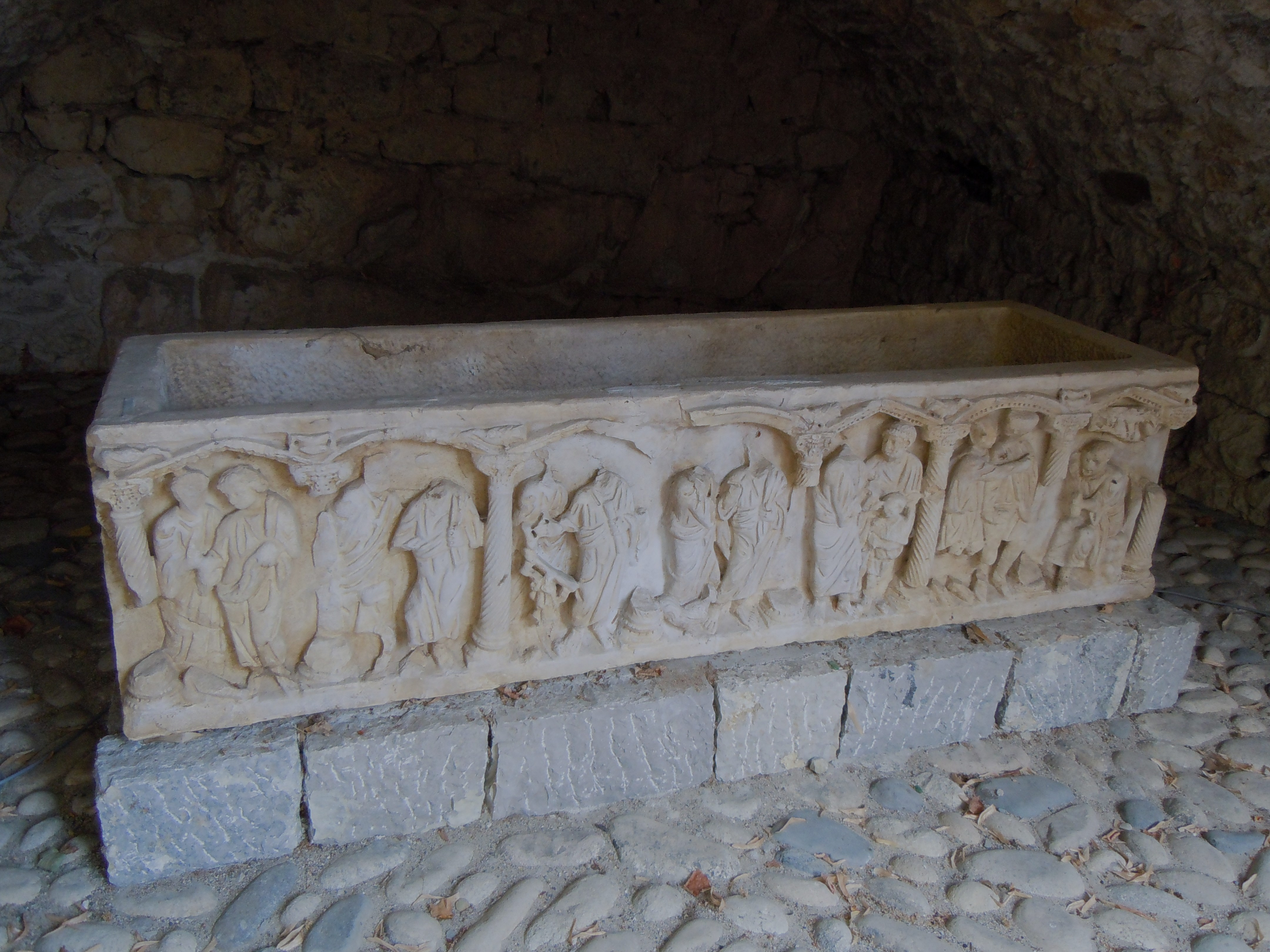
Calco del sarcofago di Balazuc.
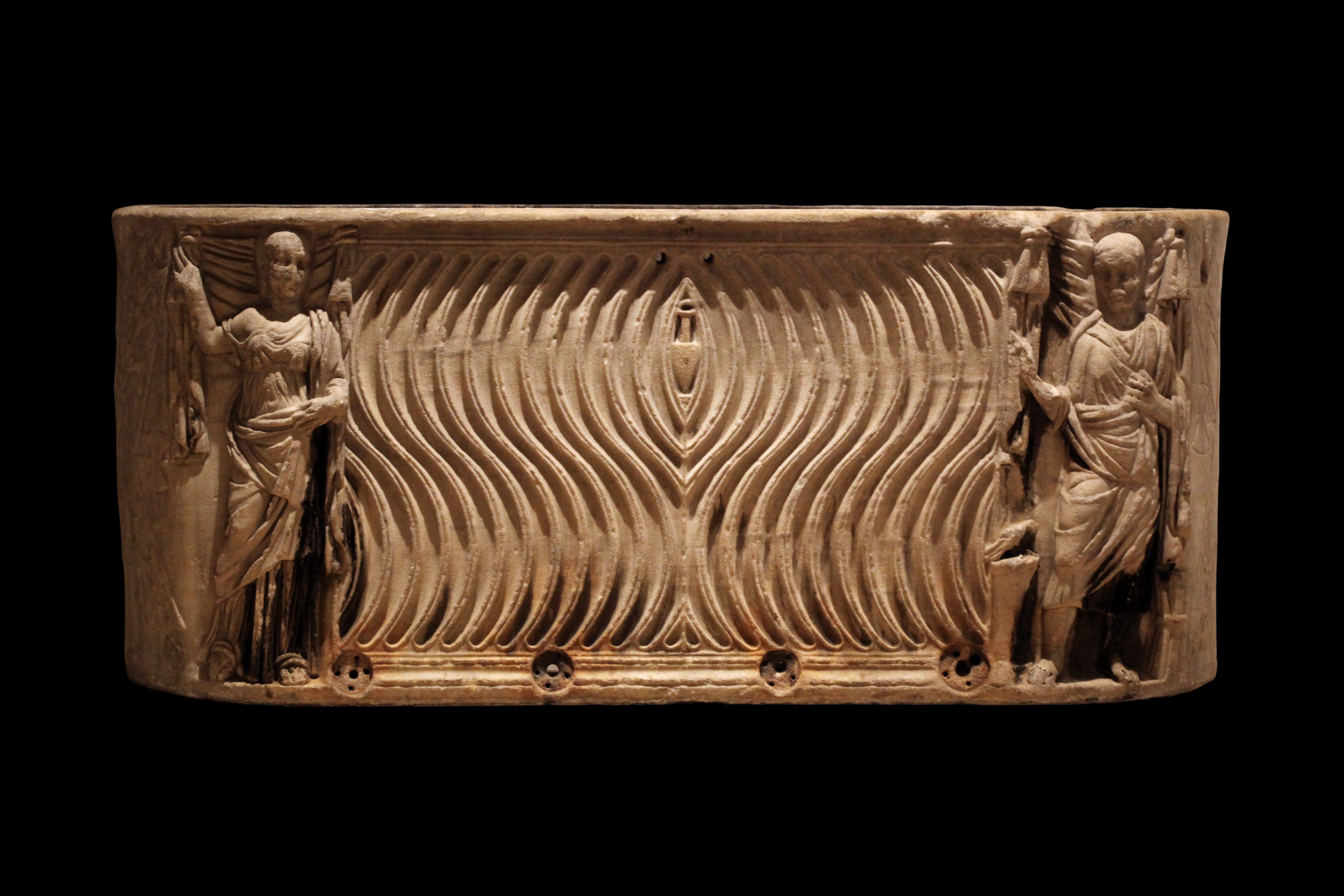
Sarcofago paleocristiano dello strigile.

### Tesori
- il tesoro di Vernaison è costituito da delle asce, delle falci e altri oggetti dell'età del Bronzo, ritrovati a Vernaison;
- il tesoro di Vaise è costituito da delle stoviglie, dei gioielli e delle statuette d'argento seppellite durante un'invasione germanica nel III secolo[7].

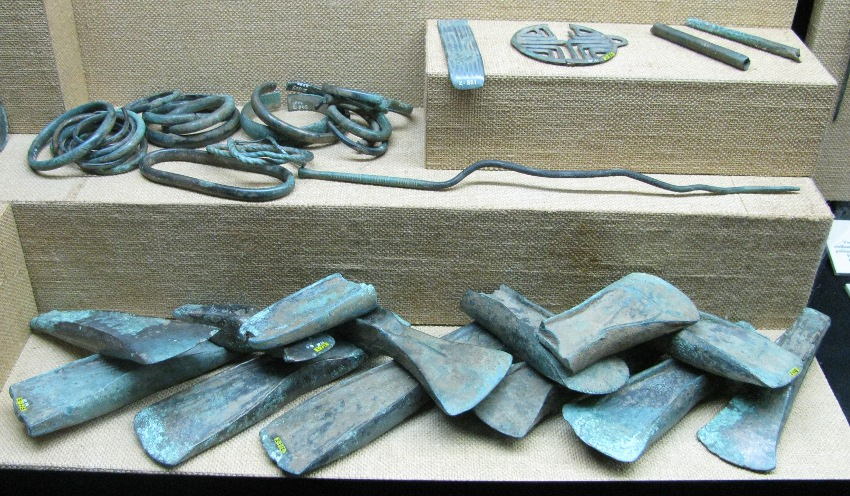
Asce di bronzo del tesoro di Vernaison.
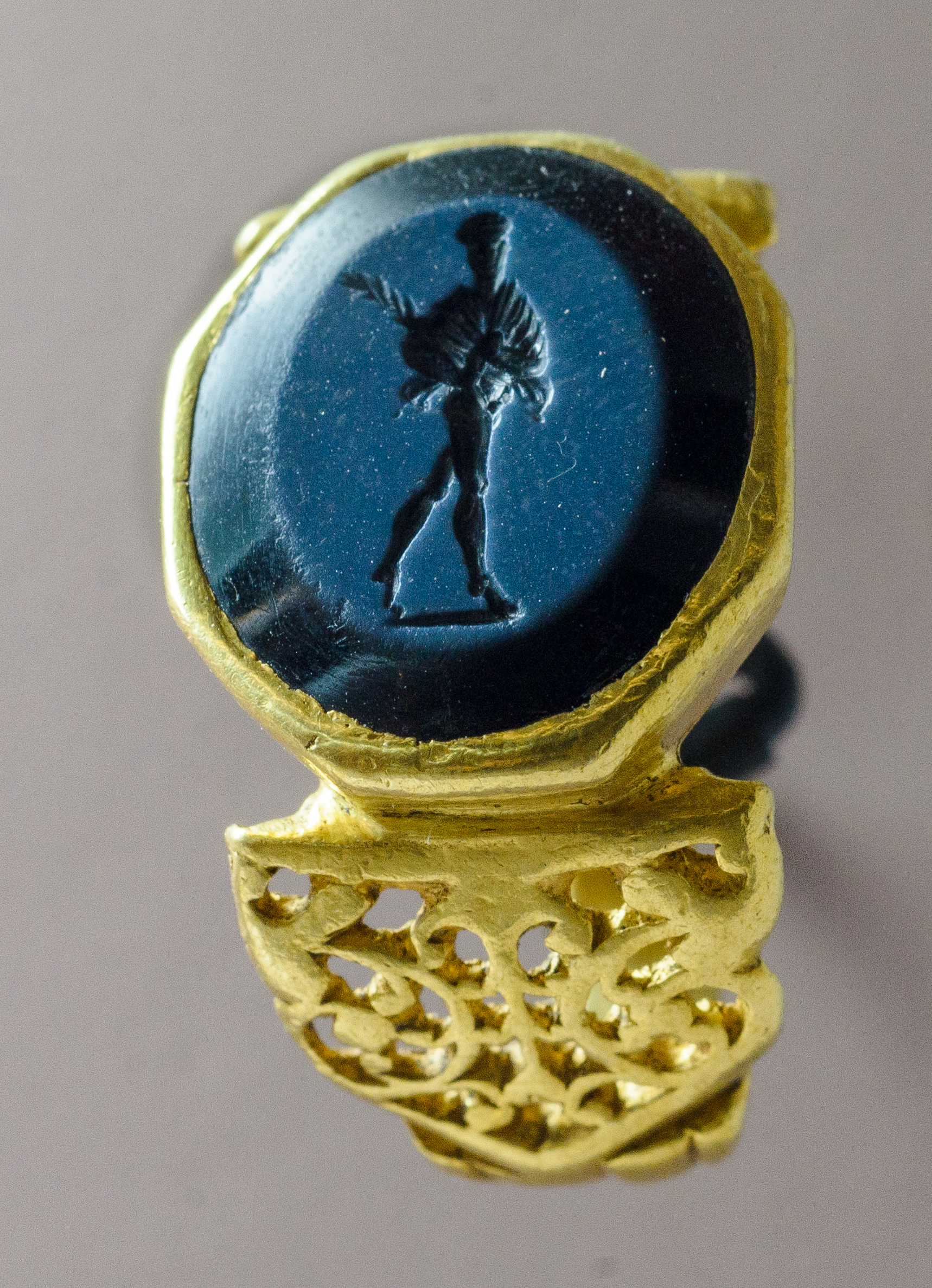
Anello in cornalina del tesoro di Vaise.
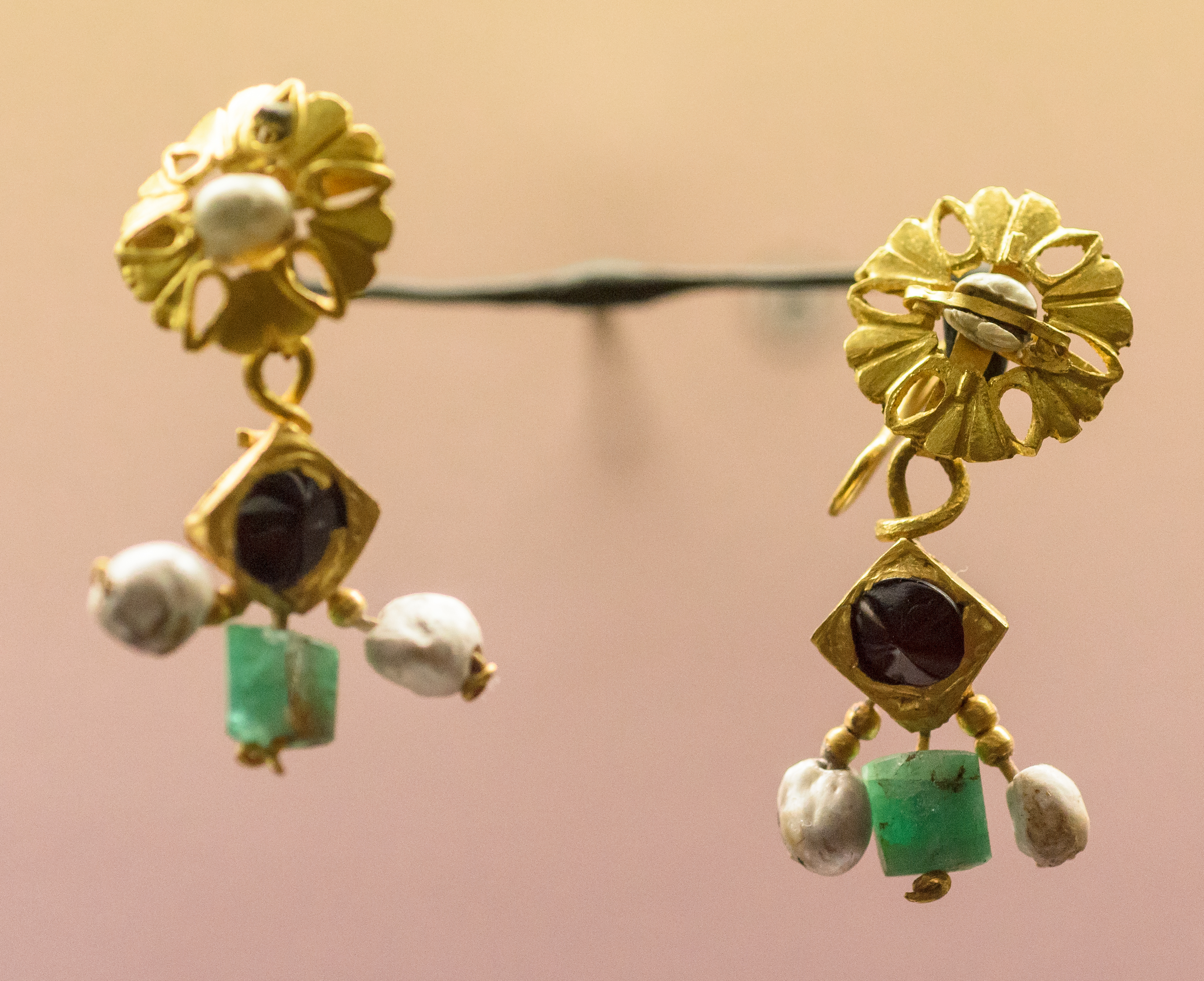
Orecchini di perle, smeraldi e granati del tesoro di Vaise.